# Mikoian-Gurevici MiG-1
Mikoian-Gurevici MiG-1 a fost un avion de vânătoare sovietic din al Doilea Război Mondial. Deși greu de controlat, a format baza pentru avionul MiG-3, ce s-a dovedit a fi un avion interceptor de înaltă altitudine capabil și a stabilit o reputație pentru proiectanții săi. MiG-1 a fost proiectat ca răspuns la o cerere pentru un avion de vânătoare cu motor în linie făcută de Aviația Sovietică în ianuarie 1939. Avionul era capabil să atingă o viteză maximă de 670 km/h.

## Legături externe
- MiG-1 from ctrl-c.liu.se Arhivat în 3 martie 2016, la Wayback Machine.
- SovietWarplanes.com page with photos of captured MiG-1's